# Chiesa di Santa Maria Maggiore (Monte Sant'Angelo)
La chiesa di Santa Maria Maggiore è una chiesa cattolica situata a Monte Sant'Angelo, in provincia di Foggia e arcidiocesi di Manfredonia-Vieste-San Giovanni Rotondo; fa parte della vicaria foranea di Monte Sant'Angelo.

## Storia
La chiesa, molto antica, fu fatta ricostruire nell'XI secolo da Leone Garganico, arcivescovo di Siponto e di Monte Sant'Angelo, il quale decise di aggiungere l'appellativo Maggiore, per distinguerla da un'altra chiesa di Siponto anch'essa dedicata a Maria. In seguito, nel 1198, iniziarono nuovi lavori di ristrutturazione sotto la reggenza di Costanza d'Altavilla, madre di Federico II di Svevia.

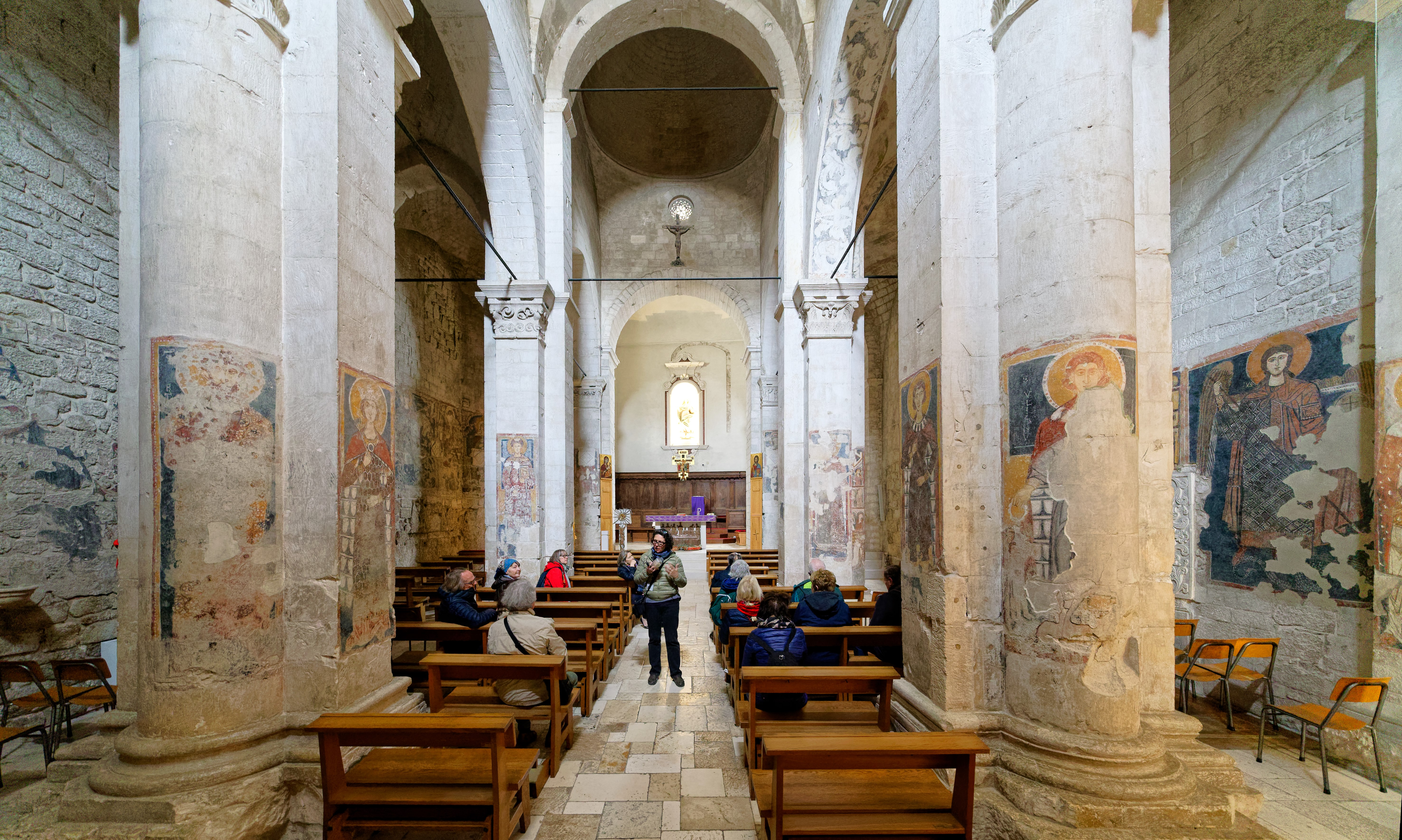
L'interno a tre navate.

## Descrizione
L'interno della chiesa è a pianta basilicale latina, è diviso in tre navate. La navata centrale è coperta da una volta a semibotte. I capitelli dei pilastri sono istoriati con motivi ornamentali e figure grottesche. Le pareti sono decorate da pitture bizantine con raffigurazioni di angeli e santi. Tra gli affreschi è possibile ammirare un pregevole san Michele nelle vesti di cortigiano bizantino. Il dipinto è stato realizzato nel XII secolo. Presente anche un affresco di san Francesco (tale dipinto è tra i più antichi conosciuti nella regione Puglia, e costituisce l'omaggio alla visita al santuario di San Michele che il Santo fece nel 1216).